# Carihuairazo
Carihuairazo är ett berg i Ecuador. Det ligger i den centrala delen av landet, 130 km söder om huvudstaden Quito. Toppen på Carihuairazo är 5 018 meter över havet, eller 641 meter över den omgivande terrängen. Bredden vid basen är 6,2 km.
Terrängen runt Carihuairazo är kuperad norrut, men söderut är den bergig. Runt Carihuairazo är det ganska tätbefolkat, med 78 invånare per kvadratkilometer. Närmaste större samhälle är Cevallos, 15,9 km öster om Carihuairazo. Trakten runt Carihuairazo består i huvudsak av gräsmarker.